# Мишек, Адольф
Адольф Мишек (чеш. Adolf Míšek; 29 августа 1875, Модлетин, ныне район Гавличкув-Брод — 20 октября 1955, Прага) — чешский контрабасист и композитор.

## Биография
В 15-летнем возрасте поступил в класс контрабаса Франца Зимандля в Венской консерватории. 
По окончании курса в 1894 г. поступил в оркестр Венской придворной оперы.
С 1898 г. играл также в Венском филармоническом оркестре. 
В 1910—1914 гг. преподавал в Новой венской консерватории. 
В 1918 г. перебрался в Прагу, где в 1920—1934 гг. был первым контрабасом в оркестре Национального театра, а затем до конца жизни вёл педагогическую работу.
Мишеку принадлежит ряд пьес для контрабаса, в том числе три сонаты (наиболее известна ми-минорная Op. 6, 1911); композиторский стиль Мишека тяготеет к позднему романтизму.